# Sericosema hepburni
Sericosema hepburni là một loài bướm đêm trong họ Geometridae.